# Sessiluncus oculatus
Sessiluncus oculatus är en spindeldjursart som beskrevs av Vitzthum 1935. Sessiluncus oculatus ingår i släktet Sessiluncus och familjen Ologamasidae. Inga underarter finns listade i Catalogue of Life.